# John Stuart Foster
John Stuart Foster (30 de mayo de 1890 – 9 de septiembre de 1964) fue un físico canadiense.

## Biografía
Foster nació en Clarence, Nueva Escocia. Completó su doctorado en la Universidad de Yale con una disertación sobre las primeras medidas del efecto Stark en el helio. En 1924 obtuvo una plaza como profesor ayudante en la Universidad McGill de Montreal, donde enseñó física. Fue nombrado profesor asociado en 1930.
Durante la Segunda Guerra Mundial sirvió como oficial de enlace en el Consejo de Investigación Nacional, trabajando en el Laboratorio del MIT sobre las ondas de radar y su utilización. Desarrolló una antena de radar de recepción rápida que fue conocida como "escáner de Foster".
Regresó a la Universidad McGill en 1944, donde dirigió la construcción de un ciclotrón de 100-MeV. Este instrumento fue encargado en 1949, siendo en su época el segundo más grande del mundo. Entre 1952 y 1954 fue presidente del departamento de física en la universidad McGill. Murió en Berkeley, California.

## Legado
- El  Laboratorio de Radiación John Stuart Foster y el Ciclotrón en McGill en su honor desde 1964. Es conmemorado por un grabado situado en un lado del edificio ahora conocido como M. H. Wong.

- Su hijo, John Stuart Foster, Jr., graduado de la Universidad de California en 1948, llegó a ser director de investigación del Laboratorio Nacional Lawrence Livermore, y Vicepresidente de T.R.W., Inc.

## Premios y honores
- Socio de la Real Sociedad de Canadá, 1929.
- Otorgado Medalla Levy del Instituto de Franklin, 1930.
- Medalla Henry Marshall Tory, 1946.
- Socio de la Royal Society de Londres desde 1935.[1]
- El cráter lunar Foster lleva este nombre en su honor.